# 앨런 볼 (축구인)
앨런 볼(영어: Alan Ball, MBE, 1945년 5월 12일 ~ 2007년 4월 25일)은 잉글랜드의 축구 감독이자 선수로, 선수시절 포지션은 미드필더였다.
랭커셔주의 판워스에서 태어난 볼은 1966년 FIFA 월드컵 우승 멤버 중 가장 어렸다. 22년 동안 리그에서 180골을 기록했다. 은퇴한 이후 15년 동안 여러 팀의 감독 직을 맡았다.

## 상훈

### 선수 시절
잉글랜드
- 1966년 FIFA 월드컵 우승

에버턴
- 풋볼 리그 디비전 1 우승: 1969-70 시즌
- FA컵 준우승: 1968년

아스널
- 풋볼 리그 디비전 1 준우승: 1972-73 시즌
- FA컵 준우승: 1972년

사우샘프턴
- 풋볼 리그 디비전 2 준우승: 1977-78 시즌
- 리그 컵 준우승: 1979년

밴쿠버
- NASL 사커 볼 우승: 1979년
- NASL 국가 연맹 우승: 1979년
- NASL 서부 지구 우승: 1979년

### 감독 시절
포츠머스
- 풋볼 리그 디비전 2 준우승: 1986-87 시즌

### 개인
- 대영 제국 훈장 5등급(MBE) 수훈: 2000[1]
- 에버턴 FC 명예의 전당: 2001
- 잉글랜드 축구 명예의 전당: 2003
- 블랙풀 FC 명예의 전당: 2006